# Vitvingad snårsparv
Vitvingad snårsparv (Atlapetes leucopterus) är en fågel i familjen amerikanska sparvar inom ordningen tättingar.

## Utseende
Vitvingad snårsparv är en grå och vit finkliknande fågel. Fjäderdräkten varierar något, där fåglar i norra delen av utbredningsområdet har helsvart ansikte och kastanjebrun hjässa, medan de längre söderut har inslag av vitt och ljus hjässa. Tydliga vita vingfläckar skiljer den från orangekronad snårsparv. 

## Utbredning och systematik
Vitvingad snårsparv delas in i tre underarter i två grupper med följande utbredning :
- leucopterus/dresseri-gruppen
  - A. l. leucopterus – Anderna i västra Ecuador (söderut till Chimbo Valley)
  - A. l. dresseri – Anderna i sydvästra Ecuador (El Oro och Loja)
- A. l. paynteri – norra Peru (norra Piura till Cajamarca)

Sedan 2016 urskiljer Birdlife International och naturvårdsunionen IUCN paynteri som den egna arten "gräddkronad snårsparv". 

### Familjetillhörighet
Tidigare fördes de amerikanska sparvarna till familjen fältsparvar (Emberizidae) som omfattar liknande arter i Eurasien och Afrika. Flera genetiska studier visar dock att de utgör en distinkt grupp som sannolikt står närmare skogssångare (Parulidae), trupialer (Icteridae) och flera artfattiga familjer endemiska för Karibien.

## Levnadssätt
Vitvingad snårsparv är en bergslevande fågel. Den hittas i tät vegetation, som buskmarker eller snår intill vägrenar.

## Status
IUCN hotkategoriserar underartsgrupperna (eller arterna) var för sig, båda som livskraftiga.